# Cartograma

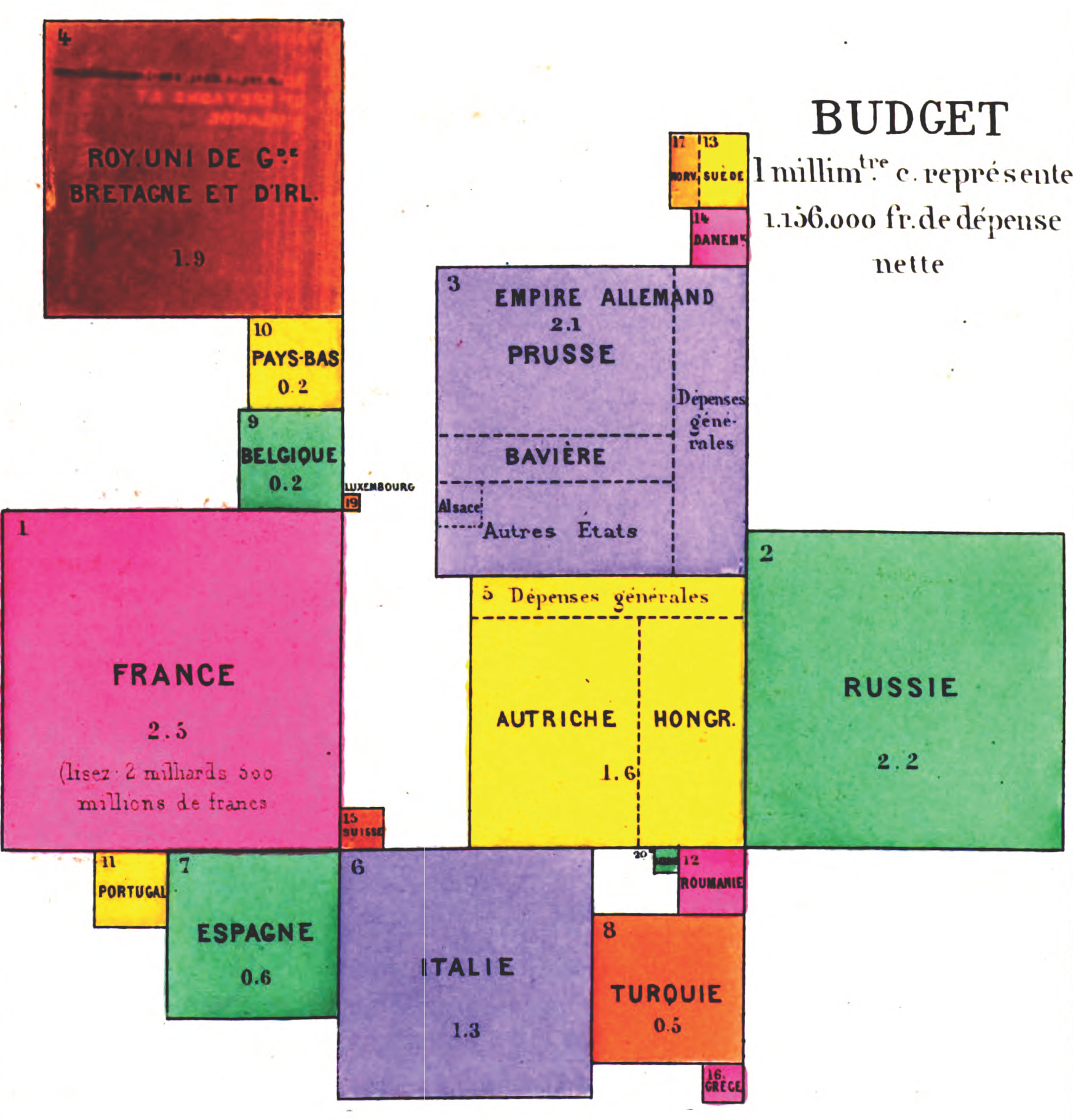
Un dels cartogrames d'Europa de 1876 de Levasseur, l'exemple publicat més antic d'aquesta tècnica.

Un cartograma és un mapa sintetitzat en què es dona preferència a la informació estadística sobre determinats aspectes geogràfics o geològics. No s'hi representa la proporcionalitat territorial sinó justament la d'una altra variable, tot i que per a ser eficaç ha d'evocar mínimament la disposició territorial del mapa convencional.